# Goin’ Back to Indiana
Goin’ Back to Indiana – album koncertowy The Jackson 5, będący zarazem ścieżką dźwiękową, wydany nakładem Motown Records. Jest to zapis koncertu z 16 września 1971 roku w telewizji ABC.
Album rozszedł się w nakładzie 2,6 miliona egzemplarzy na całym świecie.

## Lista utworów
1. „I Want You Back” [The Corporation] – 4:14
2. „Maybe Tomorrow” [The Corporation] – 4:15
3. „The Day Basketball Was Saved” – 7:59
4. „Stand!” [Sylvester Stewart] – 4:15
5. „I Want to Take You Higher” [Sylvester Stewart] – 2:13
6. „Feelin' Alright” [oryginał nagrany przez Traffic, zyskał popularność dzięki wykonaniu Joe Cockera] [Mason] – 4:12
7. Medley: „Walk On” [oryginał nagrany przez Isaaca Hayesa] / „The Love You Save” [The Corporation] – 4:57
8. „Goin' Back to Indiana” [The Corporation] – 4:47